# Ama…
Ama… (altgriechisch Ἀμα…) ist der Teil der Namenssignatur eines um 530 v. Chr. tätigen Töpfers oder Vasenmalers, von dessen Arbeiten sich zwei Fragmente einer signierten, rotfigurig bemalten Schale mit der Darstellung eines Satyrs erhalten haben, die sich heute im Museo Archeologico in Florenz (Inv.-Nrn.: 1 B 6 und 1 B 7) befinden. Aus stilistischen Gründen lässt sich diesen beiden Fragmenten noch eine weitere, sowohl im schwarz- als auch im rotfigurigen Stil bemalte Schale mit der Darstellung eines Tanzenden Satyrs mit Dionysos und einer Maske zwischen großen Augen (Inv.-Nr. 1 B 6) zuweisen, die sich am selben Ort befindet. Diese beiden Arbeiten werden in der Literatur als sogenannte Ama-Gruppe zusammengefasst.
John D. Beazley erwog zunächst, die Signatur zu dem Namen Amasis zu ergänzen und mit dem in Athen nachweisbaren Töpfer gleichen Namens gleichzusetzen. Da dieser aber, soweit bisher bekannt, nur im schwarzfigurigen Stil arbeitete, hat er seine Meinung später revidiert.